# Славгородський округ
Сла́вгородський округ (рос. Славгородский округ) — муніципальний округ у складі Алтайського краю Російської Федерації.
Адміністративний центр — місто Славгород.

## Історія
Славгородський район утворений 1924 року.
2011 року Славгородський район ліквідовано, територію приєднано до складу Славгородського міського округу, при цьому були ліквідовані усі сільські поселення:
| Поселення                      | Площа, км² | Населення, осіб (2002) | Населення, осіб (2010) | Центр          | Населені пункти |
| ------------------------------ | ---------- | ---------------------- | ---------------------- | -------------- | --------------- |
| Знаменська сільська рада       | -          | 2220                   | 1462                   | Знаменка       | 3               |
| Максимовська сільська рада     | -          | 454                    | 301                    | Максимовка     | 2               |
| Нововознесенська сільська рада | -          | 1381                   | 1078                   | Нововознесенка | 4               |
| Покровська сільська рада       | -          | 842                    | 668                    | Покровка       | 2               |
| Пригородна сільська рада       | -          | 606                    | 564                    | Пригородне     | 2               |
| Селекціонна сільська рада      | -          | 1484                   | 1411                   | Селекціонне    | 3               |
| Семеновська сільська рада      | -          | 1114                   | 848                    | Семеновка      | 3               |
| Славгородська сільська рада    | -          | 4056                   | 3822                   | Славгородське  | 2               |

2022 року Славгородський міський округ перетворено в Славгородський муніципальний округ:

## Населення
Населення — 39442 особи (2019; 44382 в 2010, 47478 у 2002).

## Населені пункти
| №  | Населений пункт           | Населення, осіб (2002) | Населення, осіб (2010) |
| -- | ------------------------- | ---------------------- | ---------------------- |
| 1  | Айнак, селище             | -                      | 12                     |
| 2  | Андрієвка, село           | 163                    | 96                     |
| 3  | Архангельське, село       | 344                    | 298                    |
| 4  | Балластний Кар'єр, селище | -                      | 142                    |
| -  | Беккердіновка, село       | 0                      | -                      |
| 5  | Бурсоль, село             | 986                    | 653                    |
| 6  | Веселе, село              | 90                     | 33                     |
| 7  | Владимировка, село        | 119                    | 73                     |
| 8  | Даниловка, село           | 122                    | 88                     |
| -  | Дем'яна Бідного, село     | 67                     | 0                      |
| 9  | Добровка, село            | 110                    | 49                     |
| 10 | Єкатериновка, село        | 105                    | 82                     |
| 11 | Зелена Роща, село         | 6                      | 4                      |
| 12 | Знаменка, село            | 1872                   | 1270                   |
| 13 | Куатовка, село            | 100                    | 64                     |
| 14 | Максимовка, село          | 291                    | 205                    |
| 15 | Нововознесенка, село      | 1186                   | 986                    |
| 16 | Павловка, село            | 187                    | 149                    |
| 17 | Пановка, село             | 238                    | 143                    |
| 18 | Покровка, село            | 655                    | 519                    |
| 19 | Пригородне, село          | 506                    | 500                    |
| 20 | Райгород, село            | 162                    | 125                    |
| 21 | Селекціонне, село         | 1217                   | 1204                   |
| 22 | Семеновка, село           | 905                    | 742                    |
| 23 | Славгород, місто          | 34335                  | 32389                  |
| 24 | Славгородське, село       | 3712                   | 3524                   |